# Dolmen de Viera
Pour les articles homonymes, voir Viera.
Le dolmen de Viera est un dolmen situé dans la commune d'Antequera, en Andalousie (Espagne). Avec le dolmen de Menga et celui d'El Romeral, il forme le site de dolmens d'Antequera, classé en 2016 au Patrimoine mondial de l'Unesco.

## Situation
Le dolmen de Viera est situé à un kilomètre au nord-est de la ville d'Antequera, à quelques mètres seulement du dolmen de Menga.

## Historique

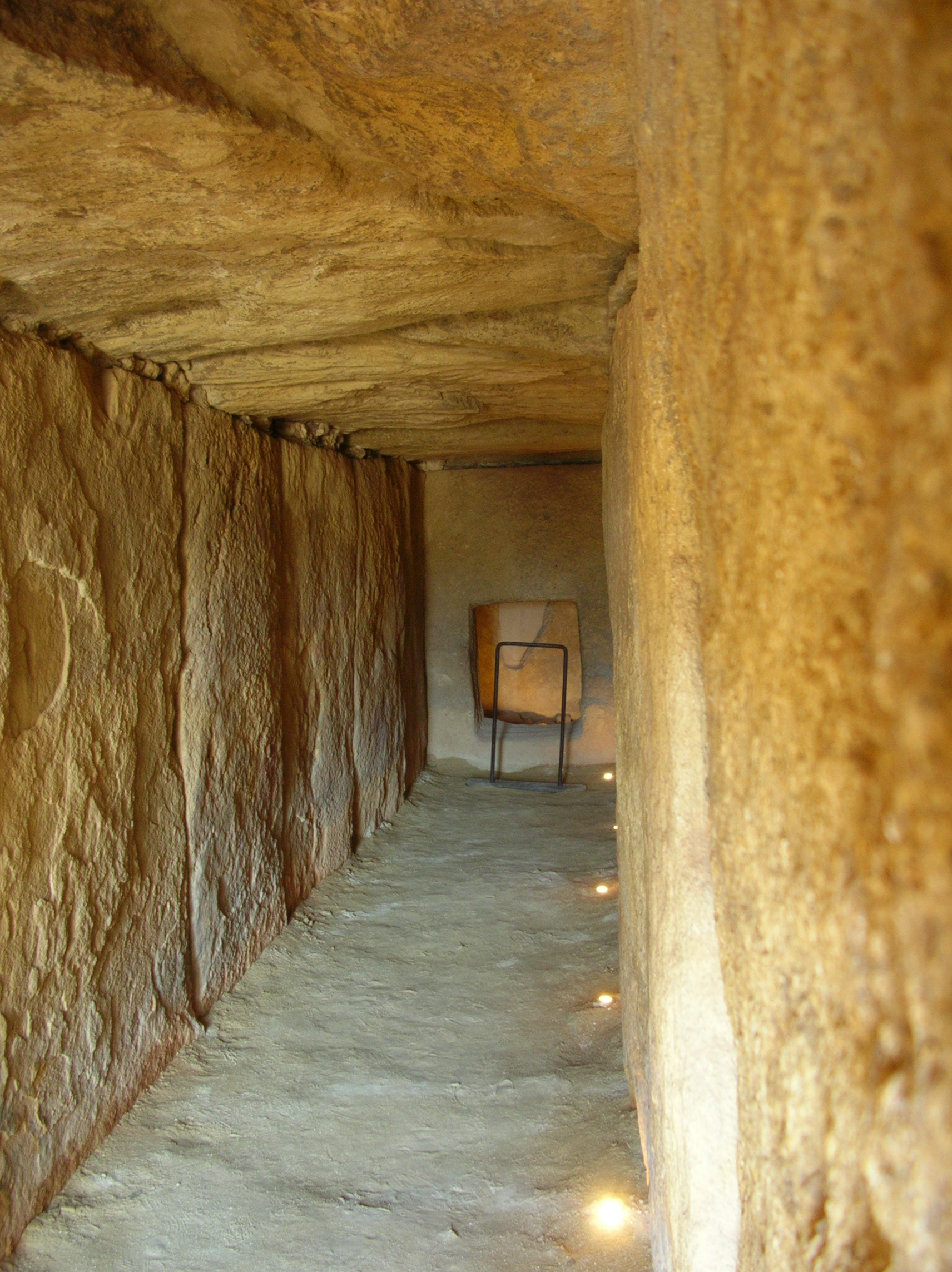
Intérieur du dolmen de Viera. On voit bien la dalle percée délimitant la chambre.

Le dolmen de Viera a été découvert en 1903 par une personne dont Viera était le nom de famille.

## Description
Il s'agit d'un dolmen en corridor. Il mesure 20 m de long et présente deux portes successives (dalles percées) qui délimitent l'entrée, le corridor (de 185 cm de haut pour 120 cm de large) et la chambre funéraire (de 210 cm de haut pour 180 cm de large).
Toute cette structure est recouverte, comme les deux autres dolmens d'Antequera, d'un tumulus de terre.

## Datation
Le dolmen est daté du Néolithique récent, vers 2500 av. J.-C.